# „Cóż to jest prawda?” Chrystus przed Piłatem
„Cóż to jest prawda?” Chrystus przed Piłatem (ros. Что есть истина?) – obraz olejny Nikołaja Gaya, namalowany w 1890.

## Okoliczności powstania
W połowie lat 70. XIX wieku Nikołaj Ge całkowicie zarzucił wcześniejszy styl malowania, postanawiając całkowicie zrezygnować ze starań o wysoki poziom techniczny dzieł (zwłaszcza rysunek), by skupić się jedynie na ideowym przesłaniu obrazów. Ich tematy czerpał z Nowego Testamentu.
Dzieło zatytułowane „Cóż to jest prawda?” Chrystus przed Piłatem powstało na płótnie, na którym Nikołaj Ge umieścił początkowo obraz alegoryczny Miłosierdzie. Malarz, niezadowolony z tej kompozycji, zeskrobał ją po pierwszym wystawieniu i zastąpił nowym obrazem, którego temat nawiązywał do Męki Pańskiej.

## Opis
Dzieło utrzymane jest w podobnym tonie, jak namalowany kilka lat wcześniej obraz W ogrodzie Getsemani, ukazując przeżycia Jezusa Chrystusa przede wszystkim jako tragedię i cierpienie człowieka. Chrystus, w ciemnoczerwonej szacie i płaszczu narzuconym na ramiona stoi nieruchomo w półmroku, wpatrując się w Piłata, który przed chwilą zadał mu tytułowe pytanie: „Cóż to jest prawda?”. Twarz Jezusa wyraża cierpienie, przeżywany dramat osobisty; część krytyków porównywała ją do wizerunków autentycznych przestępców. Z kolei Piłat ukazany został w pozycji odwróconej od widza, jako dumny arystokrata w typowym rzymskim stroju; jego twarz zwrócona w stronę Jezusa wyraża pychę. Zadane przed chwilą pytanie Piłat podkreśla gestem prawej ręki w stronę przesłuchiwanego. Jedyne źródło światła w obrazie pada z lewej strony, rzucając długi cień postaci Piłata na starannie ukazaną posadzkę. Ukazując Piłata w świetle, zaś Chrystusa w pełnym cieniu, Gay złamał tradycyjne zasady ukazywanie pozytywnych postaci w silnym oświetleniu przy równoczesnym umieszczaniu negatywnych w cieniu.